# Chất xám
Chất xám là một thành phần chính của hệ thần kinh trung ương, bao gồm các neurone tế bào thân, vùng kết thần kinh (sợi nhánh và sợi thần kinh trục có hoặc không có bao myelin), các tế bào thần kinh đệm (tế bào hình sao và tế bào thần kinh đệm ít gai), synapse (Phần kết nối giữa các neurone), và các mao mạch. Chất xám khác với chất trắng, trong chất xám có chứa đựng nhiều cơ quan tế bào và tương đối ít sợi trục thần kinh có bao myelin, trong khi chất trắng có chứa tương đối ít cơ quan tế bào và được cấu tạo chủ yếu từ sợi trục có bao myelin. Sự khác biệt màu sắc phát sinh chủ yếu từ độ trắng của myelin. Trong mô sống, chất xám thực sự có một màu xám rất nhạt với màu vàng nhạt hoặc hồng nhạt từ các mạch máu mao mạch và các nơron tế bào thần kinh.

## Cấu trúc
Chất xám đề cập đến tế bào thần kinh không có bao myelin và các tế bào khác của hệ thần kinh trung ương. Nó hiện diện trong não, cuống não và tiểu não, và có mặt trên khắp tủy sống.
Chất xám được phân bố ở bề mặt của bán cầu não (vỏ não) và của tiểu não (vỏ tiểu não), cũng như sâu trong não (Đồi thị; vùng dưới đồi; hạ đồi, hạch nền - bèo sẫm, cầu nhạt, vùng nhân vòng; vách trong), tiểu não (nhân sâu tiểu não- nhân răng cưa, nhân hình cầu, nhân nút, nhân mái), cuống não (chất đen, nhân đỏ, nhân hình trám, nhân thần kinh sọ).
Chất xám trong tủy sống được gọi là cột xám mà đi xuống tủy sống phân tán trong ba cột màu xám có hình dạng chữ "H". Cột hướng về phía trước là cột xám phía trước, cột quay mặt về phía sau là cột xám phía sau và cột kết nối chúng với nhau là cột xám bên. Các chất xám ở phía bên trái và bên phải được kết nối bởi mép nối chất xám. Các chất xám trong tủy sống bao gồm neurone trung gian, cũng như các tế bào thân.

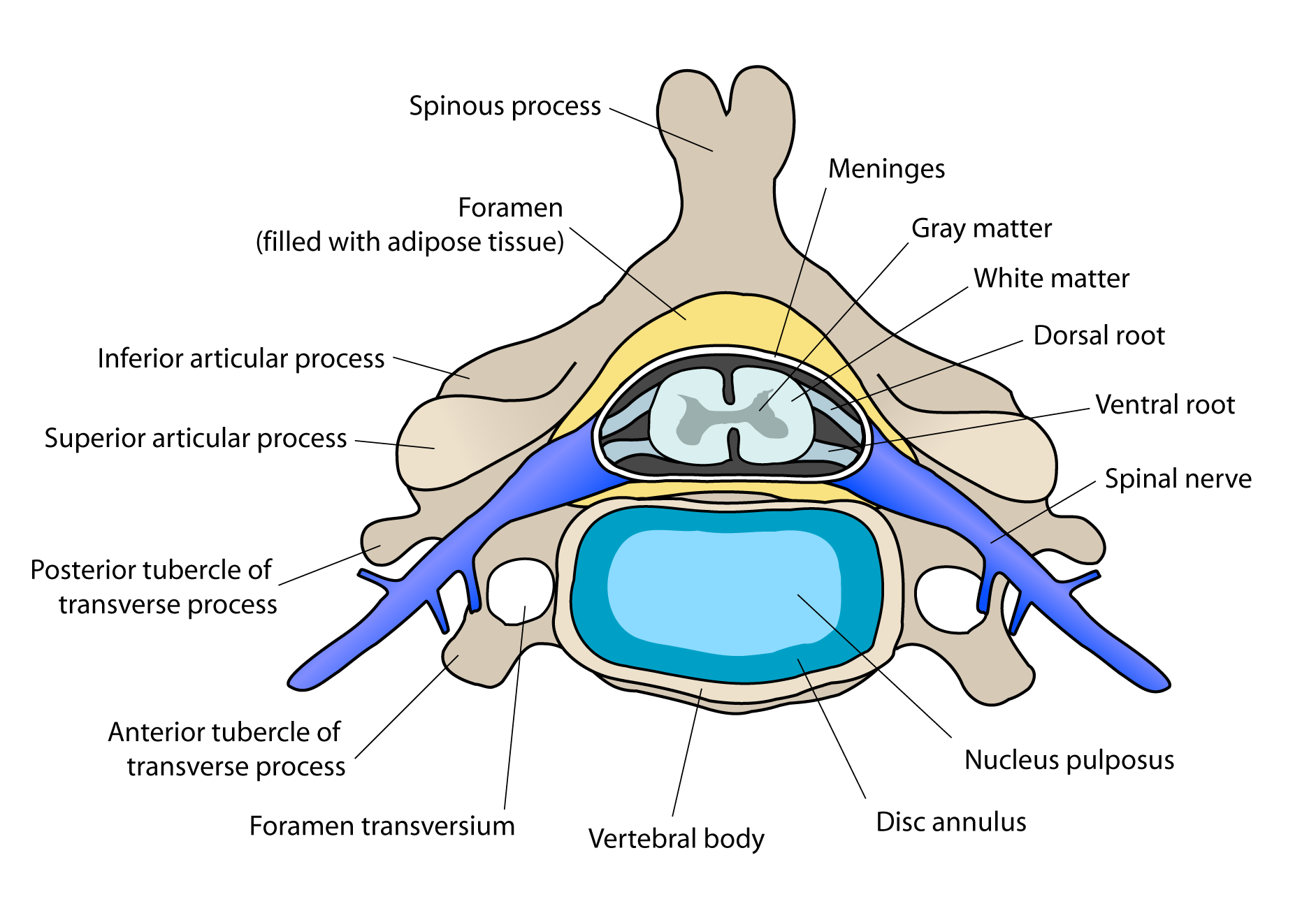
Sơ đồ của một đốt sống. Chất xám ở trung tâm tuỷ sống.
Mặt cắt tuỷ sống với chất xám được ký hiệu.

Chất xám trải qua sự phát triển và tăng trưởng trong suốt thời thơ ấu và niên thiếu.

## Chức năng
Chất xám chứa hầu hết các cơ quan tế bào thân của não. Chất xám bao gồm các khu vực của não bộ tham gia vào việc kiểm soát cơ bắp, và nhận biết cảm giác như thị giác và thính giác, trí nhớ, cảm xúc, lời nói, việc ra quyết định, và tự kiểm soát.
Chất xám trong tủy sống được chia thành ba cột xám:
- Cột xám phía trước có chứa tế bào thần kinh vận động. Những xináp này với neurone trung gian và sợi trục tế bào đi xuống bó tháp. Những tế bào này chịu trách nhiệm cho sự chuyển động của cơ bắp.
- Cột xám phía sau chứa những điểm mà có synapse tế bào thần kinh cảm giác. Chúng nhận thông tin cảm giác từ cơ thể, bao gồm cả cái chạm nhẹ, cảm nhận và rung động. Thông tin này được gửi từ các thụ quan của da, xương và khớp thông qua tế bào thần kinh cảm giác mà các tế bào thân nằm trong hạch rễ lưng. Thông tin này sau đó được truyền trong sợi trục lên tủy sống ở vùng cột sống, bao gồm cả bó cột sau và bó gai.
- Cột xám bên là cột thứ ba của tủy sống.

Chất xám của tủy sống có thể được chia thành các lớp khác nhau, được gọi là sừng sau tuỷ sống. Sừng sau tuỷ sống phân nhóm chất xám theo chức năng của chúng.

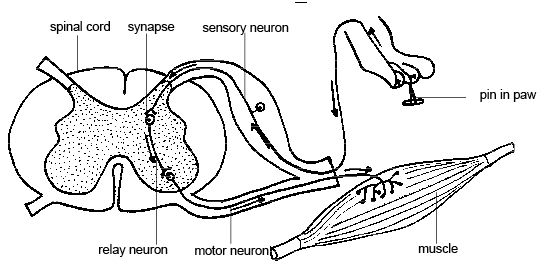
Nơron trung gian có mặt trong chất xám tuỷ sống.
Sừng sau tuỷ sống phân nhóm chất xám theo chức năng của chúng.

## Y học
Uống nhiều rượu dẫn đến giảm đáng kể lượng chất xám.

## Hình ảnh

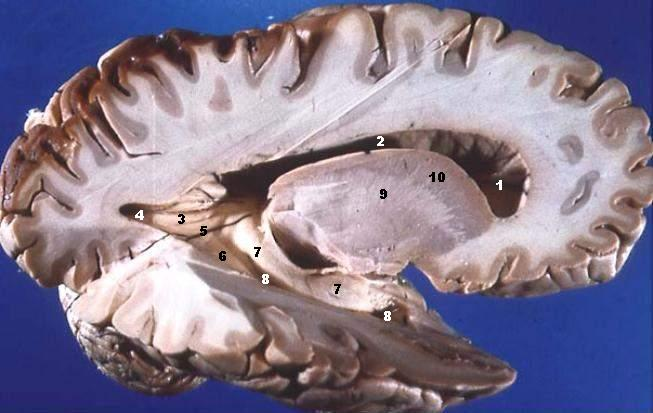
Nửa bên phải não người
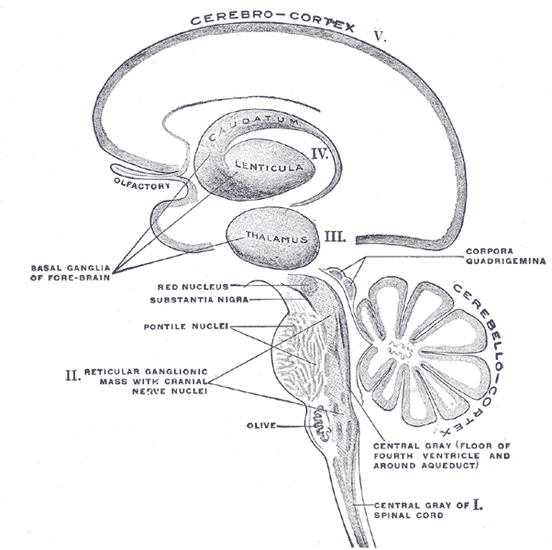
Sơ đồ biểu diễn các loại hạch chính (I đến V).